# VR-Baureihe A4
Die Lokomotiven der VR-Baureihe A4 der Valtionrautatiet (VR) waren 2'B-Schlepptenderlokomotiven, die ursprünglich von der Hangon rautatie stammten.

## Geschichte
Nachdem es bereits 1861 Pläne für eine Eisenbahnverbindung zwischen dem Ostseehafen Hanko und der russischen Hauptstadt Sankt Petersburg gegeben hatte, wurde 1869 nach Vollendung der Strecken Helsinki–Riihimäki–Hämeenlinna und Riihimäki–Sankt Petersburg eine Konzession zum Bau einer Strecke von Hanko nach Hyvinkää an der Strecke Helsinki–Riihimäki erteilt. Für die 1872/73 erbaute Strecke beschaffte die private Betreibergesellschaft neben je zwei von Schwartzkopff gebauten 1B-Lokomotiven der späteren Baureihe D1 und C-Lokomotiven der Baureihe C3 auch vier 2'B-Lokomotiven, die von den Baldwin Locomotive Works in Philadelphia geliefert wurden. 1873 folgten weitere fünf Exemplare.
Wie bei der Hangon rautatie üblich erhielten sie die Namen leitender Aktionäre und finnischer Städte (in schwedischer Sprache).
1875 wurde die schwer verschuldete Gesellschaft von den finnischen Staatsbahnen VR übernommen. Dort erhielten sie die Nummern 101 bis 109, die nach einem Beschluss von 1879 im Nummernbereich 101 bis 200 für Lokomotiven der Strecke Hanko–Hyvinkää lagen. 1887 wurden die Lokomotiven in die Baureihe A4 mit den Nummern 63 bis 71 eingereiht.

## Bezeichnungen der Lokomotiven
Die folgende Tabelle gibt eine Übersicht darüber, wie die Lokomotiven im Laufe der Zeit umgezeichnet wurden:
| ursprünglicher Name | Baujahr | Nummer ab 1875 | Nummer ab 1887 |
| ------------------- | ------- | -------------- | -------------- |
| Hyvinge             | 1872    | 101            | 63             |
| Hangö               | 1872    | 102            | 64             |
| Ekenäs              | 1872    | 103            | 65             |
| Pipping             | 1872    | 104            | 66             |
| (Arnold) von Trapp  | 1873    | 105            | 67             |
| Petrofsky           | 1873    | 106            | 68             |
| Winberg             | 1873    | 107            | 69             |
| Jakoby              | 1873    | 108            | 70             |
| Zilliacus           | 1873    | 109            | 71             |